# Acordo de Argel (2000)
Acordo de Argel foi um acordo de paz entre os governos da Eritreia e da Etiópia assinado em 12 de dezembro de 2000 em Argel, Argélia, para encerrar formalmente a Guerra Eritreia-Etiópia, uma guerra de fronteiras travada pelos dois países entre 1998 e 2000. Pelo acordo, as duas partes reafirmaram o acordo sobre a cessação das hostilidades, que tinha sido assinado em 18 de junho de 2000. 
O Acordo de Argel previa a troca de prisioneiros e o regresso das pessoas deslocadas, bem como o estabelecimento de uma Comissão de Fronteiras para demarcar a fronteira e uma Comissão de Reclamações para avaliar os danos causados pelo conflito. 